# Троепольская, Татьяна Михайловна
Татьяна Михайловна Троепольская (1744—1774) — трагическая актриса, одна из первых российских профессиональных актрис.

## Биография
Сценическую деятельность начала в 1757 в Университетском театре в Москве. Расширявшийся театр уже не мог обходиться силами одних студентов и в 1757 году в «Московских ведомостях» (№ 52) появляется объявление, в котором предлагалось: «Женщинам и девицам, имеющим способность и желание представлять театральные действия, также петь и обучать тому других, явиться в канцелярии Московского Университета». Очевидно, именно по этому объявлению в театр пришла Татьяна Михайловна Троепольская.
В 1762 году была принята на петербургскую придворную сцену.
Вместе с ней часто выступал в спектаклях её муж, Василий Алексеевич Троепольский (1737 — ум. ок. 1800), судейский чиновник, который был известным актёром-любителем, играл на сцене Университетского театра, затем некоторое время в Петербурге.
Свои наиболее значительные роли исполнила в трагедиях А. П. Сумарокова: Ильмена («Синав и Трувор»), Семира (одноимённое произведение), Зенида («Вышеслав»), Ксения («Димитрий Самозванец»), Ольга («Мстислав»).
Играла также в трагедиях других русских драматургов: Флавия («Борислав» Хераскова), Агриопа (одноимённое произведение Майкова). Выступала и в комедиях русских и европейских драматургов (Клеопатра и Маремьяна — «Мот, любовью исправленный» и «Пустомеля» Лукина, Изабелла — «Менехмы» Реньяра), мещанских драмах (г-жа Беверлей — «Беверлей» Сорена).
16 мая 1774 года была дана первый раз трагедия Сумарокова "Мстислав". Главную женскую роль Ольги играла Троепольская, уже давно носившая в себе смертельную болезнь — чахотку. Троепольская собрала последние силы, чтобы выступить, и играла, по выражению современников, «пленяя умы зрителей». Это был последний выход Троепольской на сцену. Через несколько дней она получила отпуск на минеральные воды для лечения, а в виде пособия на поездку ей был назначен бенефис на 23 мая. Умерла
Троепольская в день своего бенефиса, перед самым началом представления, в своей театральной уборной.
Но её образ ещё долго не забывался в театральном мире. Русские театральные журналы 19 столетия о ней писали самые возвышенные слова: «соединяла красоту и благородство с приятнейшим голосом и редкой чувствительностью» («Драматический вестник», 1808, ч. 1, с. 53), «почиталась всеми знатоками, в том числе самим Дмитревским, не уступавшею в искусстве первейшим артистам того века: Лекуврёр, Клерон, Дюмениль» («Отечественные записки», 1822, ј 32, ч. 12, с. 388).
В 1820—1821 г. появилась пьеса — одноактная опера-водевиль Хмельницкого и В. Н. Всеволжского «Актеры между собою, или Первый дебют актрисы Троепольской» (некоторые источники называют автором Н. Куликова). В основу положена реальная история в начале её сценической деятельности, и все действующие лица знаменитые русские актёры: Шумский, Попов и другие — пьеса была сыграна 3-го января 1821 г. в бенефис М. А. Колосовой. Позже в этом водевиле роль Троепольской исполняли известные актрисы, в том числе Е. Я. Сосницкая, А. Е. Асенкова.
Однако правдивость истории ставится под сомнение.
См. Лонгинов М. Несколько заметок для истории русского театра и для биографии некоторых старинных русских актеров // Русский архив, 1870. — [Изд. 2-е]. — М., 1871. — Стб. 1348—1366.:
Всякому, несколько знакомому с настоящим предметом, известно напр. имя знаменитой трагической актрисы Троепольской; но нет возможности представить себе всех несообразностей, которыя о ней говорились. Несомненно, что она была женою сенатскаго регистратора; дебютировала она в Москве и должно быть около 1759 г. Но как и когда попала она в Петербург? Кажется, что она переведена туда в 1761 году, по закрытии вольнаго Локателлиевскаго театра (у Краснаго пруда), где она играла до того времени. Это произошло вскоре после поездки в Москву Волкова и Шумскаго, которые имели поручение устроить там правильный театр и рекомендовали её к принятию на Петербургскую сцену. Между тем Арапов, не отвергая этого (Лет. Русск. театра, стр. 84) и упоминая, что игра ея понравилась императрице Елизавете Петровне, означает днемъ ея дебюта в Петербурге 13 Февраля 1757 г., то-есть ранее, и тут же утверждает, что её «отыскал в Москве Василий Ильич Бибиков». Но Бибиков стал заведывать Русскою труппою (под общей дирекцией над театрами И. П. Елагина) только при Екатерине II, и именно не раньше 1767 г. Еще в 1762 г. при восшествии ея на престол, которому он много содействовал, Бибиков был осьмнадцатилетним офицериком и никак не старше, потому что младшая из единокровных сестер его от перваго брака его отца (след. старшая его по летам) Е. И. Голенищева-Кутузова родилась в 1743 г. (Род. книга кн. Долг., ч. 3, стр. 292); а в 1757 (к которому Арапов относит переезд Троепольской в Петербург) Бибиков был по летам еще школьником. Итак, вероятнее всего, что переезду этому точно содействовал Волков, и её перевели туда именно в 1761 г., еще при Елизавете.

Далее тоже рассказывается о разных сплетнях и несусветицах. 
Троепольская несомненнейшим образом умерла в половине 1774 года, вскоре после перваго представления девятой и последней трагедии Сумарокова «Мстислав», игранной 15 Мая 1774 (Драм. Слов., 1787, стр. 83) … Но Шушерин сам разсказывал Аксакову, что вступил на Московскую сцену после чумы 1771 года. В это время Троепольская была уже во всей славе в Петербурге. Из того же разсказа (так как в нем Шушерин говорит, что вступил первоначально на театр Медокса), можно заключить, что он вышел на подмостки не ранее 1776 г. (только с этого времени сделался Медокс содержателем), то-есть не раньше двух лет после смерти Троепольской. Во всяком случае, Шушерин как актер много лет ограничивался тем, что бывал «на выходе» и исполнял самыя пустыя роли и притом на Московской сцене. Следовательно он не мог разсказывать о том, что «часто и много игрывал с Троепольской и удерживал её в границах благопристойности» (стр. 424): ибо она была первой Петербургской актрисой только до 1774 года, когда Шушерин был неизвестным юношею в Москве. Вряд ли мог он её даже когда-нибудь видеть на сцене, ибо она уехала из Москвы, как сказано выше, в 1761 году, когда Шушерину было двенадцать лет, и он не принадлежал к той общественной сфере, в которой водят детей в театр. Плавильщиков еще менее нежели Шушерин, если только это возможно, мог играть с Троепольскою и давать ей советы, как это разсказано у Аксакова (ibid., стр. 428). … Пишите после этого историю нашего стараго театра, когда даже известия, взятыя так сказать из первых рук, исполнены доселе таких несообразностей!

После кончины  на её место была взята московская актриса Елизавета Фёдоровна Иванова, которая составила ей достойную смену.